# مدرسة الصيدلة (جامعة لندن)

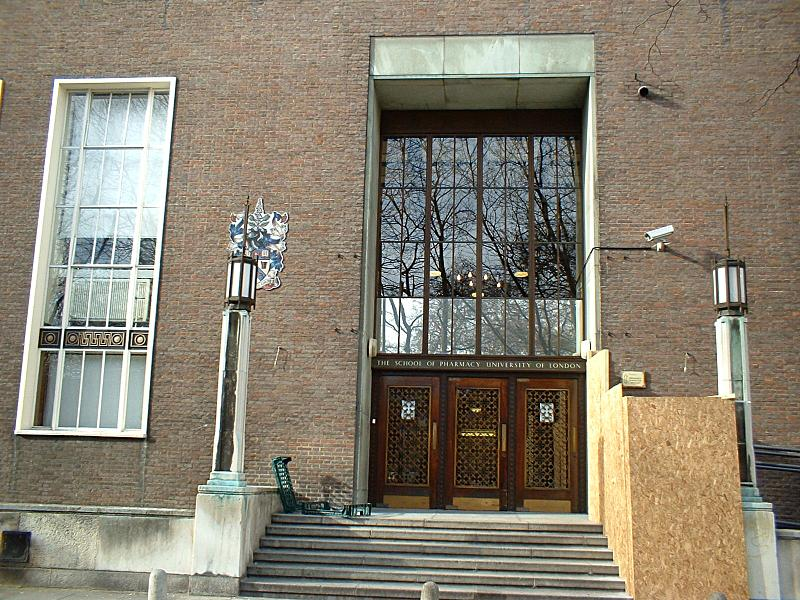
بوابة مدرسة الصيدلة

مدرسة الصيدلة (بالإنجليزية: School of Pharmacy, University of London)‏ هي كلية تابعة لجامعة لندن تأسست عام 1842م وهي المعهد العالي الوحيد المختص في تدريس الصيدلة وحدها دون غيرها من المواد. تقع مدرسة الصيدلة في بلومزبري في لندن.

## مواقع خارجية
- الموقع الرسمي لمدرسة الصيدلة، جامعة لندن